# Тиоридазин
Тиоридази́н (Thioridazine) — антипсихотический препарат «сбалансированного» спектра, пиперидиновое производное фенотиазина. Одни авторы относят этот препарат к типичным, другие — к атипичным антипсихотикам. Каталептического действия почти не оказывает и значительно реже, чем другие фенотиазиновые препараты, вызывает экстрапирамидные расстройства. Одни из самых распространённых названий — «Тиодазин», «Сонапакс».
По антипсихотической активности тиоридазин уступает аминазину, левомепромазину.
На фоне приёма тиоридазина возможно развитие смертельно опасных сердечных аритмий и ретинопатии, что существенно ограничивает его применение. FDA рекомендует применять тиоридазин только при неэффективности любых других нейролептиков. В ряде стран этот препарат исключён из обращения.

## Общая информация
В психиатрической практике применяют при острой и подострой шизофрении, органических психозах, психомоторном возбуждении, маниакально-депрессивных состояниях, неврозах и других расстройствах. Назначают в лёгких случаях заболевания по 0,05—0,1 г (50—100 мг) в сутки; в более тяжёлых случаях по 0,15—0,6 г в сутки.
В амбулаторной практике для лечения пограничных состояний тиоридазин применяют в дозе 40—100 мг в сутки. При небольших дозах сильнее проявляется стимулирующее и антидепрессивное действие, с увеличением дозы нарастает седативный эффект.
При неврастении, повышенной раздражительности, беспокойстве, неврогенных функциональных желудочно-кишечных и сердечно-сосудистых нарушениях, хронических нарушениях сна назначают по 0,005—0,01—0,025 г 2—3 раза в день, а при предменструальном нервном напряжении и климактерических расстройствах — по 0,025 г 1—2 раза в день.
Детям при психопатоподобном поведении, повышенной раздражительности, беспокойстве, ночных страхах и др. назначают по 0,005—0,01 г (5—10 мг) 2—3 раза в день; суточная доза для детей дошкольного и раннего школьного возраста 10—30 мг, а для детей более старшего возраста — до 40—60 мг.
Тиоридазин не следует использовать для лечения поведенческих и психологических симптомов деменции.

## Противопоказания
Острые депрессии, коматозные состояния, тяжёлые заболевания печени и сердечно-сосудистой системы, порфирия, аллергические реакции и изменения картины крови при применении других лекарств, заболевания крови, заболевания ЦНС, гиперчувствительность к тиоридазину, беременность, кормление грудью, возраст до 4 лет.

## Ограничения к применению
Алкоголизм (предрасположенность к гепатотоксическим реакциям), патологические изменения крови (нарушение кроветворения), рак молочной железы (в результате индуцированной фенотиазином секреции пролактина возрастают потенциальный риск прогрессирования болезни и резистентность к лечению эндокринными и цитостатическими лекарственными средствами), закрытоугольная глаукома, гиперплазия предстательной железы с клиническими проявлениями, печёночная и/или почечная недостаточность, язвенная болезнь желудка и двенадцатиперстной кишки (в период обострения); заболевания, сопровождающиеся повышенным риском тромбоэмболических осложнений; болезнь Паркинсона (усиливаются экстрапирамидные эффекты); эпилепсия; микседема; хронические заболевания, сопровождающиеся нарушением дыхания (особенно у детей); синдром Рейе (повышение риска развития гепатотоксичности у детей и подростков); кахексия, рвота (противорвотное действие фенотиазинов может маскировать рвоту, связанную с передозировкой других лекарственных средств), пожилой возраст.

## Побочные действия
Со стороны нервной системы и органов чувств: седативное действие, ощущение головокружения, сонливость, обморочные состояния, спутанность сознания, психомоторные нарушения, ажитация, возбуждение, инсомния, галлюцинации, усиление психотических реакций, психофармакологический делирий, экстрапирамидные расстройства (паркинсонизм, дистония, акатизия), эпилептиформные припадки, депрессия, нейролептическая дисфория, снижение судорожного порога, фотофобия, нарушение зрения. При длительном приёме тиоридазина, особенно в высоких дозах (например, более 800 мг/сут), возможны пигментная ретинопатия (ведущая к необратимым дегенеративным изменениям с нарушением зрения) и помутнение роговицы. Возможно также помутнение хрусталика. Пациенты, постоянно принимающие тиоридазин, должны наблюдаться у офтальмолога (при общей продолжительности лечения свыше 10 лет частота осмотров — 1 раз в 2 года); дозы свыше 800 мг/сут не рекомендуются. В отдельных случаях при приёме тиоридазина развивался злокачественный нейролептический синдром. В очень редких случаях после продолжительного применения этого препарата отмечались поздние дискинезии.
Со стороны органов ЖКТ: тошнота, запор (в том числе хронический), диспепсия, рвота, диарея, паралитическая кишечная непроходимость, снижение/повышение аппетита, гипосаливация, гипертрофия сосочков языка, холестатический гепатит.
Со стороны эндокринной системы: гиперпролактинемия. При терапии тиоридазином наблюдались показатели пролактина, в 5 раз превышающие нормативные. Гиперпролактинемия может приводить к снижению полового влечения и нарушению половой функции, аменорее, галакторее, гинекомастии, снижению или отсутствию потенции, бесплодию, развитию остеопороза, возникновению сердечно-сосудистых расстройств, увеличению массы тела, аутоиммунным нарушениям, водному и электролитному дисбалансу, риску развития рака молочной железы, сахарного диабета II типа, опухоли гипофиза. Психические проявления длительной гиперпролактинемии могут включать в себя депрессию, тревогу, раздражительность, нарушения сна, а также повышенную утомляемость, слабость, снижение памяти.
Со стороны сердечно-сосудистой системы и крови (кроветворение, гемостаз): снижение артериального давления, ортостатический коллапс, аритмии, нарушения ЭКГ, угнетение костно-мозгового кроветворения (лейкопения, агранулоцитоз, гранулоцитопения, эозинофилия, тромбоцитопения, апластическая анемия, панцитопения).
Со стороны респираторной системы: ощущение заложенности носа, пневмония (проявляется болью в груди, одышкой, однако может быть и бессимптомной), бронхоспастический синдром.
Со стороны мочеполовой системы: задержка или недержание мочи, тёмная моча, дизурия, снижение либидо, сексуальная дисфункция:128 (в т. ч. ретроградная эякуляция), приапизм. Из всех типичных нейролептиков сексуальная дисфункция в наибольшей степени характерна именно для тиоридазина:128.
Аллергические реакции: кожная сыпь (в т.ч. эритематозная), фотосенсибилизация, ангионевротический отек, эксфолиативный дерматит.
Прочие: антихолинергический синдром; волчаночноподобный синдром; меланоз; нарушения терморегуляции (в том числе тепловой удар и гипотермия).
При приёме нейролептиков фенотиазинового ряда отмечены случаи внезапной смерти (в том числе вызванные кардиологическими причинами); возможно удлинение интервала QT, с которым связан риск развития смертельно опасных желудочковых нарушений ритма (особенно на фоне исходной брадикардии, гипокалиемии, удлинённого QT). Тиоридазин во многих странах запрещён к применению как препарат первой линии. Эффективность тиоридазина по сравнению с опасностью, связанной с его использованием, не оправдана: с приёмом этого лекарственного средства ассоциируется наибольший риск развития аритмий, которые могут привести к внезапной смерти.
Приём тиоридазина на поздних сроках беременности повышает риск развития экстрапирамидных расстройств у новорождённого.

## Взаимодействие
Усиливает эффект снотворных, анальгезирующих, наркозных средств и алкоголя, ослабляет эффект леводопы и амфетамина. Атропин повышает антихолинергическую активность, противодиабетические средства увеличивают вероятность нарушения функции печени. Уменьшает эффект анорексигенных лекарственных средств (за исключением фенфлурамина). Снижает эффективность рвотного действия апоморфина гидрохлорида, усиливает его угнетающее действие на ЦНС. Повышает концентрацию в плазме пролактина и препятствует действию бромокриптина. Характерен синергизм действия с общими анестетиками. При одновременном приёме с противоэпилептическими средствами (в том числе барбитуратами) уменьшает их эффект (снижает судорожный порог). При сочетании с бета-адреноблокаторами усиливается гипотензивный эффект, повышается риск развития необратимой ретинопатии, аритмий и поздней дискинезии. Кетоконазол повышает уровень тиоридазина в крови, что приводит к увеличению риска его побочных эффектов. Пробукол, астемизол, цизаприд, дизопирамид, эритромицин, пимозид, прокаинамид и хинидин способствуют дополнительному удлинению интервала QT, что увеличивает риск развития желудочковой тахикардии. Риск желудочковых аритмий также повышается при сочетании тиоридазина с другими фенотиазиновыми нейролептиками. Эфедрин способствует парадоксальному снижению артериального давления. Адреностимуляторы усиливают аритмогенное действие. Антитиреоидные средства увеличивают риск развития агранулоцитоза. При совместном применении с трициклическими антидепрессантами, мапротилином, ингибиторами МАО, антигистаминными средствами возможно удлинение и усиление седативного и антихолинергического эффектов, с тиазидными диуретиками — усиление гипонатриемии, с препаратами лития — снижение всасывания фенотиазина в желудочно-кишечном тракте, увеличение скорости выведения лития почками, усиление выраженности экстрапирамидных нарушений (ранние признаки интоксикации литием — тошнота и рвота — могут маскироваться противорвотным эффектом тиоридазина). Лекарственные средства, угнетающие костно-мозговое кроветворение, увеличивают риск миелосупрессии.

## Меры предосторожности
Следует соблюдать осторожность при назначении тиоридазина пациентам с сердечно-сосудистыми заболеваниями.
Целесообразно периодически контролировать морфологический состав периферической крови. С осторожностью назначают пожилым больным из-за риска развития парадоксальных реакций.
В период приёма не рекомендуется управлять транспортными средствами и работать со сложными механизмами. Исключается употребление алкоголя. Необходимо соблюдать осторожность при всех видах деятельности, требующих повышенного внимания, быстрой психической и двигательной реакции.
После внутримышечной инъекции тиоридазина пациентам в течение 30 минут следует оставаться в положении лёжа на спине, при этом нужно периодически измерять у них артериальное давление.
Назначение тиоридазина в период беременности допустимо только по жизненным показаниям. При необходимости назначения этого препарата кормящим матерям кормление грудью следует прекратить.
Резкого прекращения приёма тиоридазина следует избегать.